# June Caprice
June Caprice, nata Helen Elizabeth Lawson (Arlington, 19 novembre 1895 – Los Angeles, 9 novembre 1936), è stata un'attrice statunitense del cinema muto. Lavorò anche con il nome Betty Lawson.
Era sposata con il regista Harry F. Millarde.

## Biografia
Nata nel Massachusetts, Helen Elizabeth Lawson iniziò la sua carriera artistica a teatro. Nel 1916, dopo essere apparsa in The Window of Dreams, un film della Thanhouser, venne messa sotto contratto dalla Fox Film Corporation: William Fox, alla ricerca di una seconda Mary Pickford, puntò gli occhi su di lei, convinto che, in sei mesi, sarebbe riuscito a renderla famosa. Le fece girare Caprice of the Mountains e le critiche nei suoi riguardi appaiono favorevoli. Come scrisse il critico del New York Times: "giovane, graziosa, minuta, dal gesto eloquente, promette di avere un brillante futuro sugli schermi".
Adottando il nome d'arte di June Caprice, girò sedici film per la Fox, alcuni dei quali con Harry F. Millarde. Intrecciò una relazione con il regista che in seguito divenne suo marito. Nel 1919, June Caprice firmò con la Pathé, girando una mezza dozzina di film per la casa di produzione nei vecchi studi newyorkesi della compagnia.

### Ritiro
Nel 1921, si ritirò dopo aver interpretato un serial di fantascienza in quindici episodi, The Sky Ranger. La sua scelta si deve al fatto che volle dedicarsi alla famiglia. Nel 1923, dal suo matrimonio con Millarde era nata una figlia, June Elizabeth Millarde. Si pensa che l'attrice sia tornata a lavorare in teatro. Apparve anche come modella nei calendari della Coca Cola degli anni venti.
Nel 1931, Millarde morì a 46 anni. Lei lo seguì cinque anni più tardi, colpita da un attacco di cuore. Negli ultimi anni, aveva sofferto per un tumore. Venne sepolta al Forest Lawn Memorial Park di Glendale, in California.
Sua figlia June, rimasta orfana a tredici anni, venne cresciuta dai nonni a Long Island. Da grande, sarebbe diventa anche lei attrice e una nota cover girl con il nome di Toni Seven. Il 17 giugno 1949, il Time riportava la notizia che aveva ereditato una fortuna di tre milioni di dollari.

## Filmografia
- The Window of Dreams, regia di Howard M. Mitchell (1916)
- Caprice of the Mountains, regia di John G. Adolfi (1916)
- Little Miss Happiness, regia di John G. Adolfi (1916)
- The Ragged Princess, regia di John G. Adolfi (1916)
- The Mischief Maker, regia di John G. Adolfi (1916)
- The Sunshine Maid, regia di Harry F. Millarde (1917)
- A Modern Cinderella, regia di John G. Adolfi (1917)
- A Child of the Wild, regia di John G. Adolfi (1917)
- The Small Town Girl, regia di John G. Adolfi (1917)
- Patsy, regia di John G. Adolfi (1917)
- Every Girl's Dream, regia di Harry F. Millarde (1917)
- Miss U.S.A., regia di Harry F. Millarde (1917)
- Unknown 274, regia di Harry F. Millarde (1917)
- The Heart of Romance, regia di Harry F. Millarde (1918)
- A Camouflage Kiss, regia di Harry F. Millarde (1918)
- Blue-Eyed Mary, regia di Harry F. Millarde (1918)
- Miss Innocence, regia di Harry F. Millarde (1918)
- Cuor di vent'anni (Oh Boy!), regia di Albert Capellani (1919)
- Il ballerino sconosciuto (The Love Cheat), regia di George Archainbaud (1919)
- A Damsel in Distress, regia di George Archainbaud (1919)
- In Walked Mary, regia di George Archainbaud (1920)
- La rosa di Cadice (Rogues and Romance), regia di George B. Seitz (1920)
- The Sky Ranger, regia di George B. Seitz (1921)

### Film o documentari dove appare June Caprice
- Screen Snapshots, Series 2, No. 17-F